# 東オーストラリア海流
東オーストラリア海流（英: East Australian Current）とは、オーストラリア東部沿岸をオーストラリア北方からタスマニア沖まで南下する海流のこと。この海流は南太平洋における反時計回りの大環流の西側を構成し、北太平洋における黒潮に相当する。季節による変化が大きく、2月・3月には南赤道海流の一部がニューギニア北方で反転南下するため、特に強くなる。
なお、2003年公開のアニメ映画『ファインディング・ニモ』では、魚たちがシドニーへ移動する際にこの海流を利用している。